# حشيشة المبارك البرتقالية
حشيشة المبارك البرتقالية (الاسم العلمي:Geum aurantiacum) هي نوع هجين من النباتات تتبع جنس حشيشة المبارك من الفصيلة الوردية.